# Pernety
Pernety - stacja linii nr 13 metra  w Paryżu. Stacja znajduje się w 14. dzielnicy Paryża. Została otwarta 21 stycznia 1937.